# من آنم (ترانه)
«من آنم» (انگلیسی: That's Me) ترانه‌ای از ابرگروه موسیقی پاپ آبا است که در سال ۱۹۷۶ منتشر شد.
گروه ژاپنی بانوی صورتی در سال ۱۹۷۸ و خوانندهٔ رومانیایی آنجلا سیمیلئا در دههٔ ۱۹۷۰ این ترانه را بازخوانی کردند.